# Bermuda Triangle: Colorful Pastorale
Bermuda Triangle: Colorful Pastorale (яп. バミューダトライアングル 〜カラフル・パストラーレ〜 Бамю:да торайангуру ~Карафуру пасутора:рэ~, «Бермудский треугольник: Разноцветная пастораль») — оригинальное аниме, снятое на студии Seven Arcs и транслировавшееся в январе-марте 2019 года.

## Сюжет
Блестящие прожекторы. Сверкающие, пушистые, милые наряды. Очаровательные голоса во время танца с яркими улыбками под ослепительными огнями на сцене большого города. Это идолы-русалки, которые свободно плавали и танцевали под водой. Но далеко от этого большого города девушки когда-то жили в мирной деревне Паррел. Эти девушки, которые даже не представляют себе такого блестящего будущего. Это история о весёлой повседневной жизни русалок, которые каждый день изо всех сил стараются искать приключения.

## Персонажи
| Персонажи                    | Озвучка          |
| ---------------------------- | ---------------- |
| Кяро                         | Аманэ Синдо      |
| Соната                       | Таго Такэда      |
| Канон                        | Моэка Хирагури   |
| Фина                         | Риса Цумуги      |
| Ферума                       | Кикуко Иноуэ     |
| Фрасэ                        | Аяка Симоямада   |
| Серена                       | Хикару Тоно      |
| Арди                         | Норико Хидака    |
| Поко                         | Эрико Мацуй      |
| Легер                        | Тива Сайто       |
| Почтовый перевозчик Адзараси | Хирофуми Нодзима |
| Капри                        | Эрико Мацуй      |
| Адель                        | Юмэ Миямото      |
| Натура                       | Амина Сато       |
| Шантэ                        | Юми Утияма       |

## Производство
Сериал был анонсирован во время события, посвященного Cardfight!! Vanguard. Сериал продюсировался издательством Bushiroad, за анимацию отвечала студия Seven Arcs Pictures. В качестве режиссёра выступает Дзюндзи Нисимура, а сценаристом — Митико Ёкотэ. Такаёси Хасимото разрабатывает персонажей аниме на основе оригинальных дизайнов Такуи Фудзимы. Премьера экранизации состоялась 12 января 2019 года на телеканале Tokyo MX.
В США сериал лицензировала компания Sentai Filmworks.